# Friz Freleng
Isadore "Friz" Freleng (Kansas City, Missouri, 21 d'agost de 1906 - Los Angeles, 26 de maig de 1995) va ser un animador, director i productor de cinema d'animació estatunidenc conegut pel seu treball en les sèries Looney Tunes i Merrie Melodies de Warner Bros. Va introduir o desenvolupar alguns dels personatges animats més importants de l'estudi, entre altres Bugs Bunny, Porky, Tweety, El gat Silvestre, Dinamita Sam o Speedy González. Va ser director de l'estudio Termite Terrace (de nom real Warner Bros. Cartoons.) Freleng va dirigir més dibuixos animats que qualsevol altre director de l'estudi (un total de 266) i també és el més reeixit dels directors de Warner, després d'haver guanyat quatre Premis Oscar. Després que Warner tanqués el seu estudi d'animació el 1963, Freleng i el seu soci de negocis David DePatie fundaren DePatie-Freleng Enterprises, que van produir dibuixos animats (a destacar els de la Pantera Rosa) durant la dècada de 1980. El sobrenom de "Friz" ve de la forma "Frizzy" (arrissada) que tenia el seu cabell. La seua carrera professional va començar als estudis de Disney en la dècada dels 20.

## Biografia
Freleng va néixer a Kansas, Missouri, on va començar la seva carrera com a animador en Walt Disney Pictures. Va treballar al costat d'altres animadors, com Carmen Maxwell, Ub Iwerks, Hugh Harman i Rudy Ising. Freleng va acompanyar a Disney a Hollywood, Califòrnia, on van treballar en les sèries Alice Comedies i Oswald the Lucky Rabbit per als productors Margaret Winkler i Charles Mintz.
Freleng aviat es va unir a Harman i Ising per crear el seu propi estudi. El trio va produir un dibuix animat protagonitzat per un personatge semblant a Mickey Mouse anomenat Bosko. En veure una possible desocupació si el dibuix animat no cridava l'atenció, Freleng es va mudar a Nova York per treballar en Krazy Kat de Mintz, mentre seguia tractant de vendre la creació de Harman i Ising. Bosko va ser finalment venut a Leon Schlesinger, qui li va assegurar a Harman i Ising que Bosko protagonitzaria la sèrie Looney Tunes que estava produint per a Warner Bros. Freleng es va mudar a Califòrnia per treballar amb Harman i Ising novament.
Harman i Ising van deixar l'estudi de Schlesinger després de disputes sobre pressupost el 1933. Schlesinger va quedar sense directors experimentats i va promoure Freleng. El jove animador va introduir la primera estrella de l'estudi després de Bosko, Porky Pig, en I Haven't Got a Hat de 1935. El curtmetratge és important per tenir un dels primers exemples de caracterització en un dibuix animat. Porky era diferent a Bosko i al seu reemplaçament Buddy pel que va ser bastant popular.
El 1937, Freleng es va unir a l'estudi d'animació de MGM liderat per Fred Quimby. Per al disgust de Freleng, va estar treballant en una sèrie anomenada The Captain and the Kids, una versió de la popular tira còmica The Katzenjammer Kids. La sèrie no va obtenir l'èxit que Freleng esperava; degut principalment a la popularitat dels animals parlants en l'època. El reemplaçament de Quimby, Harry Hershfield, no tenia el mateix nivell de lideratge que el seu predecessor, i Freleng va tornar a Warner Bros. quan el seu contracte va acabar el 1940.
L'actitud de no-intervenció de Schlesinger cap als seus animadors li va permetre crear diversos curtmetratges còmics, com You Oughta Be in Pictures de 1940 on l'ànec Lucas li parla a Porky de deixar Warner Bros. per trobar treball en una altra part. Freleng i els seus animadors es van mantenir a l'una amb la Disney i la seva superioritat tècnica fent els dibuixos animats més i més còmics (encara que, com era comú per a l'època, un nombre de curts incloïen temes racistes contra les persones de color i propaganda anti japonesa). L'estil de Freleng va madurar ràpidament, i es va convertir en un mestre de la coordinació còmica (comic timing). També va introduir o va redissenyar diversos personatges de Warner, com a Sam Bigotis el 1945, el duo Silvestre i Piuet el 1947 i Speedy Gonzales el 1955.
Freleng i Chuck Jones van liderar l'estudi Warner Bros. en els anys posteriors a la Segona Guerra Mundial, Freleng va començar a limitar-se solament als pocs personatges ja esmentats i a Bugs Bunny. També va continuar produint versions modernes de les comèdies musicals que va animar en els seus primers anys, com The Three Little Bops (1957) i Pizzacato Pussycat (1955). Freleng va guanyar quatre premis Oscar a la  Warner Bros. pels curts Tweetie Pie (1947), Speedy Gonzales (1955), Knighty Knight Bugs (1958) i Birds Anonymous (1957).
Tan bon punt l'estudi Warner va tancar el 1964, Freleng va llogar-lo per crear dibuixos animats amb el productor David Hudson DePatie. DePatie-Freleng Enterprises va estar encarregat de crear la seqüència al començament de la pel·lícula La pantera rosa, Freleng va fer un felí de personalitat relaxada per a aquesta seqüència. El personatge es va tornar tan popular que Freleng el va portar de tornada el 1964 amb un curtmetratge per United Artists, que va guanyar un Oscar.
Jack Warner estava molest, ja que el seu edifici era utilitzat per crear curtmetratges per als seus antics competidors, així que DePatie i Freleng es van mudar al Valle de Sant Fernando. Freleng va fer una sèrie de la Pantera Rosa, i el 1969 el personatge va ser emès per televisió.
Quan Warner Bros. va decidir obrir novament el seu estudi d'animació el 1964, ho van fer solament amb el nom; DePatie i Freleng van produir els dibuixos animats fins a 1967. A aquests curts els mancava l'antic esperit, no obstant això, i amb l'excepció de la Pantera Rosa, els treballs posteriors de Freleng no van igualar als clàssics.
Freleng va treballar com a productor executiu en una sèrie de pel·lícules de Looney Tunes en els anys 1980.
Després de la seva mort el 1995, va ser enterrat en el Hillside Memorial Park Cemetery en Culver City, Califòrnia. Va morir a l'edat de 89 anys.